# Tiara

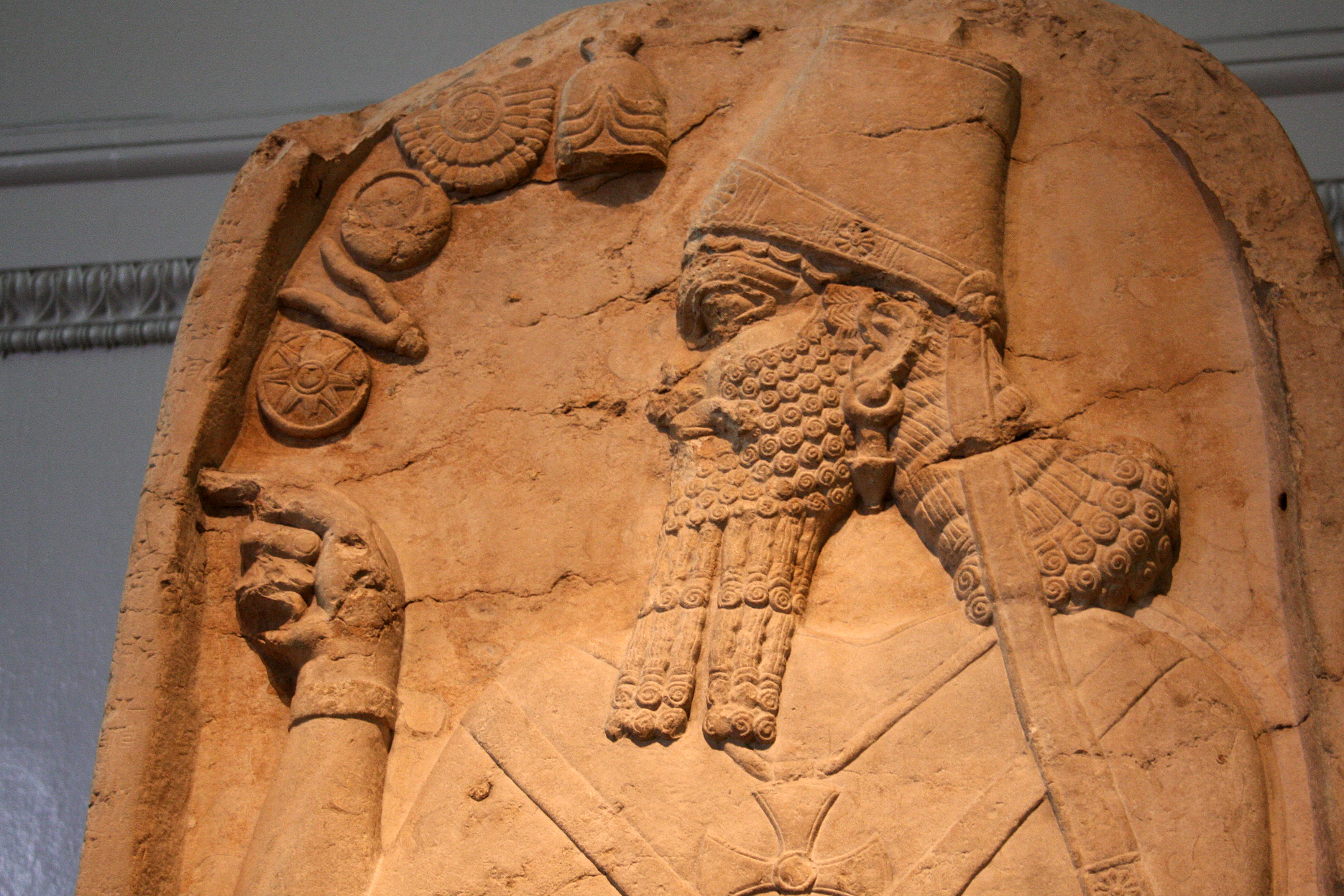
Rey asirio Shamshi-Adad V utilizando la tiara.

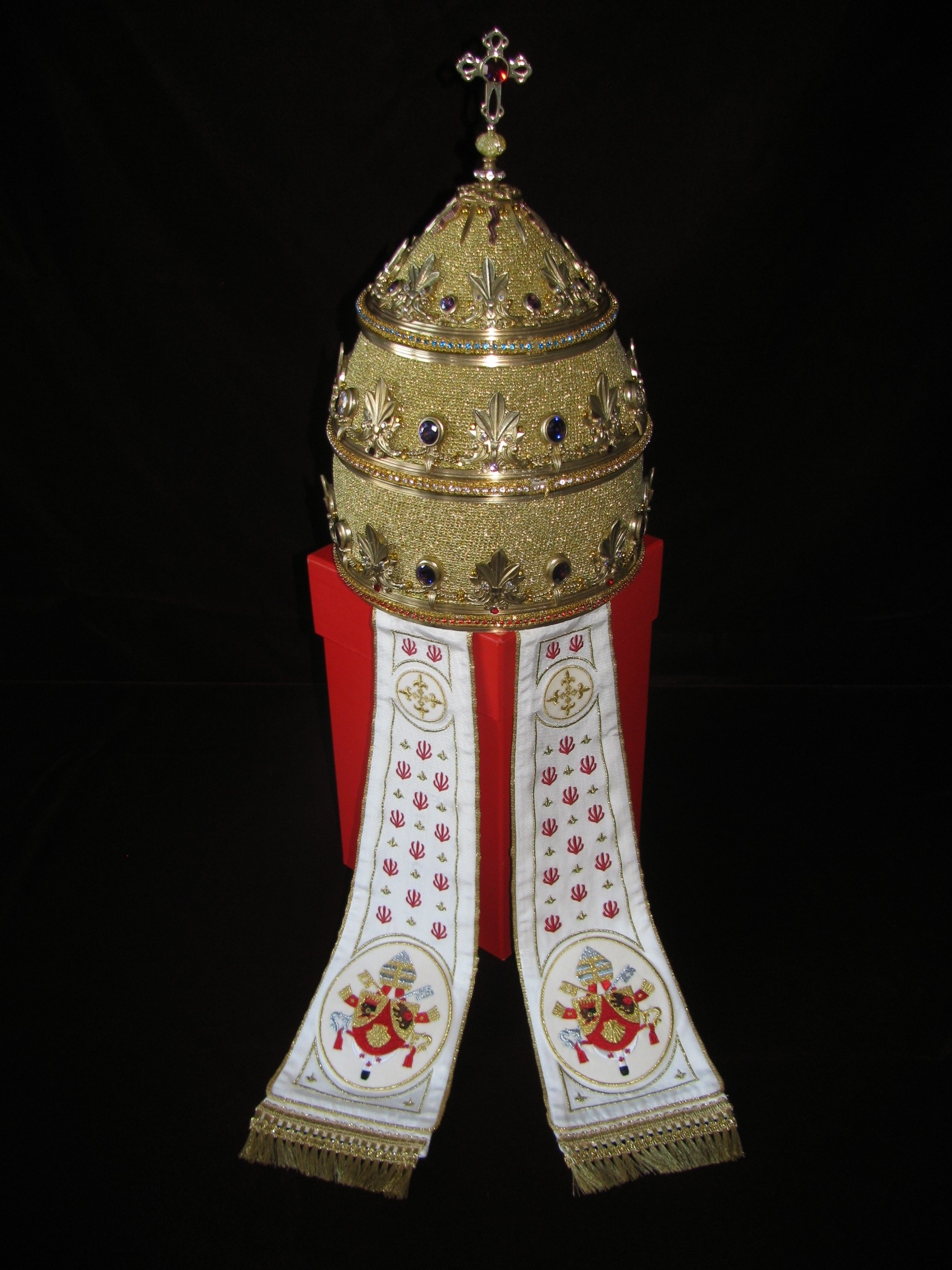
Tiara del papa Benedicto XVI.

La tiara (del latín, tiara, griego antiguo, τιάρα, persa antiguo, tiyārā o persa, تاره tara) es un tipo de corona.

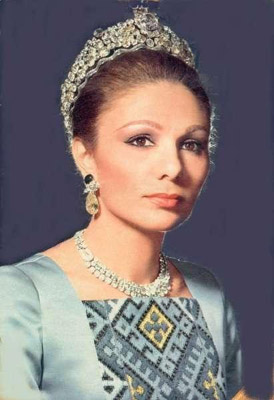
La reina consorte de Persia, Farah Pahlaví, en los años 1970, portando una tiara.

Designa tres tipos principalesː la tiara real oriental, la tiara papal, y la tiara cortesana moderna.

## Tiara oriental
Corona larga, con forma cilíndrica, hecha de tela o cuero, y ricamente ornamentada, que usada por reyes y emperadores de las antiguas poblaciones de Anatolia y Mesopotamia, particularmente los hititas. Los asirios y los habitantes del valle del Indo[cita requerida] y reyes acadios usaban un par de cuerno de toro como decoración, que rodeaban a la tiara. La tiara iraní (tarok) era más bien un cono truncado, sin cuernos y más joyas. 

## Tiara papal
En la Iglesia católica, se trata de una corona o mitra utilizada por los papas, que sirve como símbolo de la autoridad suprema usada en ocasiones solemnes.

## Tiara cortesana
Por último, la tiara es también un tipo de diadema ornamentada con joyas, popularizada en el siglo XVIII como complemento del atuendo femenino para ocasiones formales, y cuyo uso mantiene a día de hoy la realeza de distintos países. Recibe también un uso menos formal en celebraciones y en concursos de belleza.